# Freemail
Freemail bezeichnet das kostenlose Angebot einer E-Mail-Adresse und eines E-Mail-Postfachs (Mailbox) zum Senden und zum Empfangen von E-Mails (elektronischen Briefen) seitens eines E-Mail-Anbieters. Meist finanzieren sich solche Dienste von Freemail-Anbietern durch Werbung oder zusätzliche Funktionen, die gegen Gebühr gewährt werden.
Neben einer Website, durch die E-Mails angesehen und versendet werden können (Webmail), wird den Nutzern meist erlaubt, den E-Mail-Verkehr auch über E-Mail-Programme abzuwickeln; dabei wird zumindest in der Benutzeroberfläche keine Werbung eingeblendet. Bei manchen Anbietern ist jedoch für die Aktivierung des Zugangs über die Protokolle POP3 und IMAP ein Benutzereingriff erforderlich, weil in der Standardeinstellung dieser Zugang abgeschaltet ist.
Viele Anbieter fordern von ihren Nutzern, sich in bestimmten Abständen über die Weboberfläche des E-Mail-Dienstes einzuloggen, ansonsten wird die E-Mail-Adresse deaktiviert. So müssen die Nutzer die Werbung auf der Website des Anbieters sehen, was bei einer Benutzung über ein E-Mail-Programm (mit Ausnahme von gegebenenfalls vom Anbieter zugesandten Werbe-E-Mails) nicht der Fall ist. Außerdem können so ungenutzte E-Mail-Adressen deaktiviert und dann eventuell für andere Nutzer freigegeben werden.

## Anbietervergleich
(zuletzt aktualisiert: Januar 2021)
Diese Tabelle listet ausschließlich die Freemail-Angebote im deutschsprachigen Raum bekannter Anbieter auf. Auf kostenpflichtige Zusatzdienstleistungen wird hier nicht eingegangen.
| Anbieter                                        | Speicherplatz                                        | E-Mail-Adressen                       | max. E-Mail-Größe (inkl. Anhang)                  | Deaktivierung des Accounts bei Inaktivität | Analyse der E-Mail-Inhalte                  | Webmail: Anmeldung / vollständig über HTTPS | Verschlüsselung zu anderen Providern | POP3           | IMAP | SMTP | S/MIME / Zertifikat | Integrierter Virenschutz | Push-Dienst                   |
| ----------------------------------------------- | ---------------------------------------------------- | ------------------------------------- | ------------------------------------------------- | ------------------------------------------ | ------------------------------------------- | ------------------------------------------- | ------------------------------------ | -------------- | ---- | ---- | ------------------- | ------------------------ | ----------------------------- |
| AOL                                             | unbegrenzt                                           | 1                                     | 20 MB                                             | nach 3 Monaten                             | unbekannt                                   | zwingend / Nein                             | ja                                   | ja             | ja   | ja   | nein                | ja                       | unbekannt                     |
| Arcor PIA (Neuregistrierung nicht mehr möglich) | 50 MB                                                | 15                                    | 35 MB                                             | –                                          | unbekannt                                   | zwingend / optional                         | ja                                   | ja             | ja   | ja   | nein                | ja                       | IMAP Idle                     |
| Bluewin                                         | 1 GB                                                 | 1                                     | 15 MB                                             | nach 12 Monaten                            | unbekannt                                   | zwingend / zwingend                         | ja                                   | ja             | ja   | ja   | nein                | ja                       | IMAP Idle                     |
| Freenet                                         | 1 GB                                                 | 11                                    | 20 MB                                             | nach 180 Tagen                             | unbekannt                                   | zwingend (aber unsicher) / zwingend         | ja                                   | ja             | ja   | ja   | nein                | ja                       | Exchange Active Sync          |
| Gmail                                           | 15 GB                                                | 1 (plus unbegrenzt Suffixe)           | 25 MB                                             | –                                          | Nur bei Verwendung von Diensten von Dritten | zwingend / optional                         | ja                                   | ja             | ja   | ja   | nein                | ja                       | Nur über Gmail App            |
| GMX                                             | 1 GB (Nutzer des kostenlosen GMX MailChecks: 1,5 GB) | 22                                    | 20 MB                                             | nach 6 Monaten                             | unbekannt                                   | zwingend / zwingend                         | ja                                   | ja (alle 60 s) | ja   | ja   | nein                | ja                       | nein                          |
| iCloud                                          | 5 GB                                                 | 3                                     | 20 MB                                             | –                                          | unbekannt                                   | ja                                          | ja                                   | nein           | ja   | ja   | ja                  | unbekannt                | ja                            |
| mail.de                                         | 2 GB                                                 | 10                                    | 60 MB                                             | nach 6 Monaten                             | unbekannt                                   | zwingend / zwingend                         | ja                                   | ja             | ja   | ja   | unbekannt           | ja                       | IMAP Idle, IMAP Notify        |
| Outlook.com                                     | 15 GB                                                | 15 (5 pro Jahr)                       | 25 MB (bis zu 300 MB über OneDrive-E-Mail-Anhang) | nach 9 Monaten                             | Ja                                          | zwingend / zwingend                         | ja                                   | ja             | ja   | ja   | nein                | ja                       | Microsoft Exchange ActiveSync |
| ProtonMail                                      | 500 MB                                               | 1                                     | unbekannt                                         | unbekannt                                  | Nein (verschlüsselt)                        | zwingend                                    | ja                                   | nein           | nein | nein | unbekannt           | unbekannt                | Nur über ProtonMail-App       |
| T-Online                                        | 1 GB                                                 | 10                                    | 32 MB                                             | nach 6 Monaten                             | unbekannt                                   | zwingend / zwingend                         | ja                                   | ja             | ja   | ja   | nein                | ja                       | IMAP Idle                     |
| Tutanota                                        | 1 GB                                                 | Kostenlos: 1 (weitere gegen Aufpreis) | 25 MB                                             | Nach 6 Monaten (nur kostenlose Accounts)   | Nein (verschlüsselt)                        | Zwingend / Zwingend                         | Ja                                   | Nein           | Nein | Nein | unbekannt           | unbekannt                | Nur über Tutanota-App         |
| Vodafone                                        | 5 GB                                                 | 10                                    | 50 MB                                             | unbekannt                                  | unbekannt                                   | unbekannt                                   | unbekannt                            | unbekannt      | ja   | ja   | unbekannt           | ja                       | unbekannt                     |
| Web.de                                          | 1 GB                                                 | 1                                     | 20 MB (nachrüstbar: 50 MB)                        | nach 6 Monaten                             | unbekannt                                   | zwingend / zwingend                         | ja                                   | Ja (alle 60 s) | ja   | ja   | ja                  | ja                       | IMAP Idle                     |
| Yahoo Mail                                      | 1 TB                                                 | 2                                     | 25 MB                                             | nach 4 Monaten                             | Ja                                          | zwingend / optional                         | ja                                   | Nein           | ja   | ja   | nein                | ja                       | unbekannt                     |

Anmerkungen
1. ↑  Da das über HTTPS übertragene Anmelde-Formular als Inlineframe in eine per HTTP übertragene Seite eingebunden wird, kann ein Man-in-the-Middle ein anderes Formular anzeigen lassen und die dort eingegebenen Logindaten ausspähen. Über freenet.de wäre eine sichere Anmeldung möglich, aber durch das dort nicht ladende Stylesheet ist das Layout der Seite stark beeinträchtigt (Stand 17. Januar 2016).
2. ↑  Obwohl E-Mail-Adressen mit Suffix (Plus-Adressierung) dem RFC 3696 Standardnicht widersprechen, werden Adressen mit + von einigen Webseiten-Betreibern fälschlicherweise nicht anerkannt und können dadurch nur bedingt eingesetzt werden. RFC: <a href='https://datatracker.ietf.org/doc/html/rfc3696' class='extiw' title='rfc:3696'>3696</a> – Application Techniques for Checking and Transformation of Names. Februar 2004 (englisch).
3. ↑  Komplett verschlüsselt (SSL/HTTPS), sofern man in den Einstellungen die betreffende Option aktiviert hat oder die Seite über https://// aufruft.
4. ↑  2 Adressen mit gmx-Domain, 20 Adressen mit von GMX sogenannten „Fun“-Domains
5. 1 2 3 4  Die eingegebenen Anmeldedaten werden unabhängig von der Verschlüsselung der Anmelde-Seite über eine gesicherte HTTPS-Verbindung gesendet.
6. ↑  wenn man die Seite über https:// aufruft, ansonsten unverschlüsselt.
7. ↑  Man kann bei T-Online E-Mail-Anhänge mit 32 MB versenden, aber mit 50 MB empfangen.
8. ↑  Die Login-Seite ist nicht verschlüsselt. Anmerkung: bei T-Online ist das Portal nicht verschlüsselt – Login schon.
9. 1 2 3  Beta-Funktion, für Neukunden sofort verfügbar